# Ripartitella alba
Ripartitella alba är en svampart som beskrevs av Halling & Franco-Mol. 1996. Ripartitella alba ingår i släktet Ripartitella och familjen Agaricaceae.   Inga underarter finns listade i Catalogue of Life.